# Epicenter
Epicenter (græsk: ἐπίκεντρον) er det punkt på jordoverfladen, der er lodret over det punkt, hvor et jordskælv eller en underjordisk eksplosion udløses. Epicenteret er placeret direkte over hypocenteret, der er det sted, hvor energien frigives. Hypocentre optræder ofte langs forkastningszonerne imellem de enkelte kontinentalplader
Rystelserne fra et jordskælv er kraftigst ved jordskælvets epicenter, dvs. på det sted, hvor noget i undergrunden flyttede sig i et ryk. Ved større jordskælv kan rystelserne mærkes flere hundrede kilometer borte. Fintfølende måleinstrumenter, kaldet seismografer, kan opfange rystelserne fra et jordskælv flere tusinde kilometer borte.
Et jordskælv er sjældent en "punktbegivenhed". Jordskælv opstår oftest når to af jordens store kontinentalplader langsomt presses mod og under hinanden, eller skubbes fra hinanden (ved spredningsryggene i oceanerne), eller langs med hinanden som ved Jordskælvet i Haiti 2010. Spændingen opbygges langsomt og på et eller andet tidspunkt giver undergrunden efter, og de to plader rykker i forhold til hinanden. Epicenteret er så der, hvor materialet gav efter, men brudfladen mellem de to plader har en udbredelse og pusten går noget ud af opsprækkningen indtil den går i stå og jordskælvet standser. Så derfor er positionen hypocenteret (og dermed også epicenteret) en vigtig position at fastlægge. 